# Daniszmend Ghazi
Kumusztakin Daniszmend Ahmed Ghazi właściwie Tajlu (? - zm. 1104) – eponimimiczny założyciel dynastii Daniszmendydów

## Życie
Po klęsce bizantyjskiej armii pod Manzikert w 1071 roku, władza cesarska nad Azją Mniejszą została mocno osłabiona i półwysep stanął otworem przed grupami koczowniczych Turków. Jednej z takich grup przewodził Daniszmend Ghazi. Korzystając z lojalnych wobec niego sił podporządkował sobie tereny leżące w dolnym biegu rzeki Halys (obecnie Kızılırmak w Turcji), podbijając Neocezareę (dzisiaj Niksar), Tokat, Sebasteę (dzisiejsze Sivas w Turcji) i Euchaitę. Czyniło go to jednym z najsilniejszych emirów tureckich na terenie Azji Mniejszej.
W czasie I krucjaty próbował przeciwstawić się wojskom krzyżowców, ale jego wojska poniosły klęskę pod Doryleum. Do drugiego znaczniejszego starcia doszło w okolicach Heraklei, gdzie jednak nie przyjął bitwy i wobec naporu Boemunda podjął decyzję o wycofaniu się. W 1100 roku udało mu się w końcu pokonać armię łacinników w bitwie pod Melitene. Do jego niewoli trafił wówczas sam książę Antiochii. Sukcesem tym zyskał dużą sławę - był pierwszym władcą tureckim który zdołał pokonać krzyżowców w walnej bitwie. Kolejnym sukcesem było rozbicie jednej z wypraw w czasie Krucjat roku 1101 w bitwie pod Merzifon. Później jednak jego polityka względem łacinników uległa zmianie, groźniejszymi rywalami stali się bowiem dla niego emirowie Seldżuccy. Mimo to nadal prowadził ekspansję, aż do swojej śmierci w 1104 roku, atakując ziemie cylicyjskich Ormian. W 1103 roku udało mu się w końcu opanować Melitene. W chwili śmierci jego państwo było jednym z najsilniejszych politycznych graczy na terenie Azji Mniejszej. Władzę po nim objęli jego synowie - Emir Ghazi Kumusztakin, któremu dostały się posiadłości w Anatolii i Sunkur, który otrzymał Melitene i ziemie syryjskie.